# Episodi di Una famiglia a tutto gas (prima stagione)
La prima stagione della serie televisiva Una famiglia a tutto gas è stata trasmessa in anteprima negli Stati Uniti d'America dalla NBC tra il 16 settembre 1995 e il 1º aprile 1996.
| nº | Titolo originale        | Titolo italiano | Prima TV USA      | Prima TV Italia |
| -- | ----------------------- | --------------- | ----------------- | --------------- |
| 1  | Pilot                   |                 | 16 settembre 1995 |                 |
| 2  | Such a Bargain          |                 | 17 settembre 1995 |                 |
| 3  | The Liberty Bell Show   |                 | 24 settembre 1995 |                 |
| 4  | A Midsummer's Nightmare |                 | 1º ottobre 1995   |                 |
| 5  | Uptown Girl             |                 | 8 ottobre 1995    |                 |
| 6  | The Comic Con           |                 | 25 ottobre 1995   |                 |
| 7  | The Sleepover Show      |                 | 29 ottobre 1995   |                 |
| 8  | Witchcraft              |                 | 30 ottobre 1995   |                 |
| 9  | Bait and Switch         |                 | 12 novembre 1995  |                 |
| 10 | Outbreak!               |                 | 19 novembre 1995  |                 |
| 11 | A Roman Holiday         |                 | 17 dicembre 1995  |                 |
| 12 | Once Around the Block   |                 | 4 marzo 1996      |                 |
| 13 | Remember                |                 | 11 marzo 1996     |                 |
| 14 | Big Brotherly Love      |                 | 18 marzo 1996     |                 |
| 15 | Bride & Prejudice       |                 | 25 marzo 1996     |                 |
| 16 | Double Date             |                 | 1º aprile 1996    |                 |